# Акустикофилия
Акустикофилията (acoustico: звук; philia: привличане) се отнася до хората, които се възбуждат от звуци. Предпочитаните форми могат да бъдат с широк диапазон – музика, песни, любовни поеми, вербални ругатни, сексуални команди, говорене на чужди езици, стенания, плач, стонове, въздишки и други.
Хора, които не успяват нормално да озвучат чувствата си на възбуда, но желаят да развият това, при мастурбация се съсредоточват върху издаване на звуци на екстаз. Те не трябва да бъдат силни, а естествени и спонтанни. Тези въздишки не само стимулират, а и доставят голямо удоволствие от общуването, особено ако са прудружени от подходящи ласки, пози и движения.
Груповият секс би могъл да бъде много вълнуващ заради значителното разнообразие от звуци издавани в тясна близост. Някои правят аудио и видео записи на любовните си действия и оргазми, за да озвучават следваща любовна сцена. Много често партньорите се възбуждат от изричане или слушане на ругатни и нецензурни обръщения (виж Копролалия).